# Whitney Houston
Whitney Elizabeth Houston, född 9 augusti 1963 i Newark i  New Jersey, död 11 februari 2012 i Beverly Hills i Kalifornien, var en sexfaldigt Grammy Award-vinnande amerikansk R&B-sångerska, filmskådespelare och producent.
Houston var en av historiens bäst säljande artister med över 200 miljoner sålda album. Hon var även den mest prisbelönta sångerskan enligt Guinness rekordbok.

## Biografi

### Ungdom
Houston växte upp med två äldre bröder i en musikalisk familj: hennes mamma var gospelsångerskan Cissy Houston och hennes kusin var sångerskan Dionne Warwick och Aretha Franklin blev hennes "honorary aunt". Pappan hette John Russel Houston, Jr. och arbetade bland annat som chaufför och blev efterhand involverad i musikbranschen som manager och liknande sysslor. Vid elva års ålder uppträdde Houston som solosångerska i gospelkören vid New Hope Baptist Church i Newark. Inspirerad av flera framgångsrika soulsångare i sin släkt, däribland modern Cissy Houston, kusinerna Dionne Warwick och Dee Dee Warwick samt "moster" Aretha Franklin, började Houston sjunga i kyrkan och blev medlem i en gospelkör vid elva års ålder.
I tonåren medverkade hon med sin mamma vid konserter samt på skivan Think It Over 1978. Hon gick i den katolska flickskolan Mount Saint Dominic Academy i high school i Caldwell, New Jersey. Hon sjöng också i bakgrundskören åt artister som Chaka Khan och Lou Rawls och medverkade som vokalist på Michael Zager Bands singel Life's a Party. Houston medverkade också som modell på omslaget till tjejtidningen Seventeen och i TV-program som Give Me a Break och Silver Spoons.

### 1980-talet
Efter att hon sjungit tillsammans med sin mor på olika nattklubbar i New York upptäcktes hon av Arista Records chef Clive Davis, som hade hört henne uppträda på en nattklubb med sin mor. Hennes debutalbum, Whitney Houston, släpptes i mars 1985. Framhävd av flera smash-hits som Saving All My Love for You, How Will I Know och Greatest Love of All blev skivan snabbt det bästsäljande debutalbumet av en kvinnlig musiker med över 25 miljoner sålda kopior. Singlarna You Give Good Love och Saving All My Love for You nådde tredje respektive första plats på singellistan. Efter en månad låg albumet på försäljningslistans första plats och sålde sammanlagt 13 miljoner exemplar i USA. Året efter spelade hon in singeln Hold Me där hon sjöng duett med Teddy Pendergrass; singeln lyckades komma in på Topp-50-listan. Clive Davis hade personligen engagerat sig i Houstons kommande debutalbum och såg till att de bästa kompositörerna och producenterna arbetade med albumet. Davis följde henne hela livet som ett viktigt stöd och som hennes producent. 
1987 släpptes Houstons andra studioalbum, Whitney, vilket blev Houstons stora internationella genombrott och slog återigen rekord, när det blev det första studioalbumet av en kvinnlig musiker att debutera som etta på USA:s albumlista Billboard 200. Likasom föregångaren certifierades skivan med platinastatus på nästan alla internationella territorier. Skivans ledande singel, I Wanna Dance with Somebody, blev en av Whitney Houstons största hits, åtföljda av sånger som  Didn't We Almost Have It All, So Emotional och Where Do Broken Hearts Go. Hon lyckades få sju singlar i rad på den amerikanska singellistans förstaplats och vann åtskilliga amerikanska musikpriser.
1984 tog hon också ett första litet steg in i skådespelarrollen med en liten gästroll i TV-serien Gimme a Break!. Denna skulle efterhand följas av ett flertal stora filmroller.
1989 grundade hon hjälpstiftelsen Whitney Houston Foundation for Charity, som genom åren delat ut stora summor för hjälp till hemlösa, barn med problem eller sjukdom med mera. 1995 belönades stiftelsen med en hedersutmärkelse av TV-bolaget VH1.

### 1990-talet

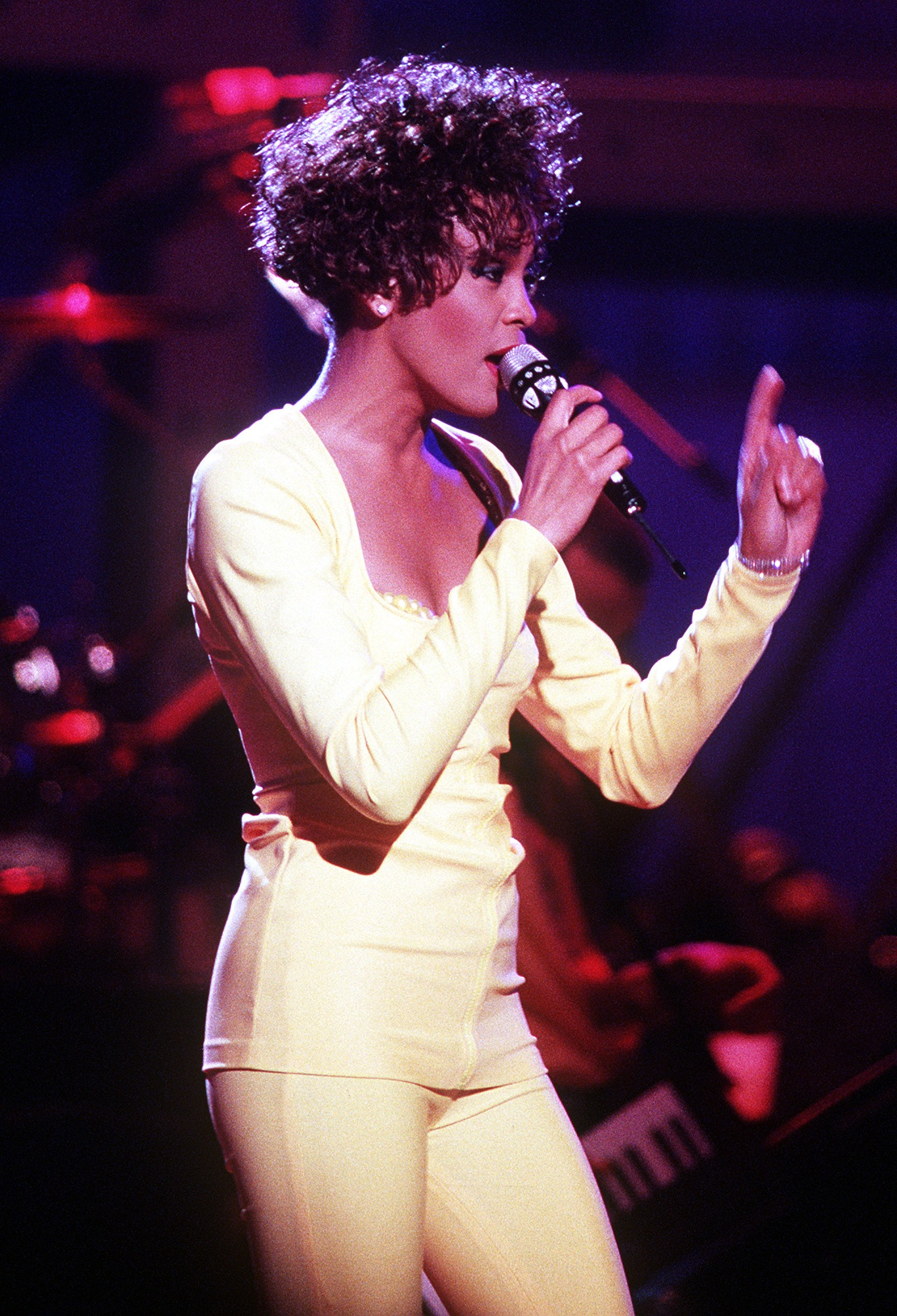
Whitney Houston 1991

Hennes tredje album I'm Your Baby Tonight som släpptes 1990 vann inte lika stora framgångar på topplistorna men hon gjorde ett bejublat framträdande vid finalen i amerikansk fotboll, Super Bowl, och sjöng den amerikanska nationalsången The Star-Spangled Banner.
Den 18 juli 1992 gifte hon sig med musikern Bobby Brown. Den 4 mars 1993 föddes deras enda barn, dottern Bobbi Kristina i Livingston, New Jersey.
Samma år fick hon, efter en ytterligare platinacertifierad albumrelease, I'm Your Baby Tonight, uppmärksamhet för sin första huvudroll som den förföljda sångerskan Rachel Marron i filmen Bodyguard mot Kevin Costner. Till filmen spelade Houston in sex låtar: I Will Always Love You, I'm Every Woman, I Have Nothing, Run to You, Queen of the Night och Jesus Loves Me. Skivan med filmmusiken sålde hela 37 miljoner exemplar och blev det bäst säljande albumet med filmmusik någonsin. Filmen spelade in 120 miljoner dollar i USA och 410 miljoner dollar i hela världen. Filmens soundtrackalbum vann en Grammy Award med utmärkelsen "Album of the Year" och rankas som det fjärde högstsäljande musikalbumet i musikhistorien. Skivans ledande singel, I Will Always Love You, är till dags dato världens bäst säljande musiksingel av en kvinnlig artist. Låten är skriven av artisten Dolly Parton och har för många blivit den sång man mest förknippar med Whitney Houston.
Houston fortsatte sin filmkarriär 1995 med filmen Hålla andan som även den blev ekonomiskt framgångsrik. Skivan med filmmusiken innehöll tre låtar med Houston, Exhale (Shoop Shoop), Count on Me och Why Does It Hurt So Bad och sålde i tio miljoner exemplar. 1996 kom filmen The Preacher's Wife där Houston spelar en körledande prästfru med bekymmer, som löses med hjälp av den från himlen nedstigne räddande ängeln Denzel Washington. Skivan med filmmusiken innehöll 14 låtar med Houston och sålde inte lika bra som hennes tidigare skivor, då innehållet var mycket gospel och lite mainstream. Dock är det tidernas mest sålda gospelalbum.
Hon kom även att bli verkställande producent för en omarbetad filmversion av Askungen där hon även skådespelade som Gudmodern och anställde sångaren Brandy att spela rollen som Askungen. År 1998 släppte hon sitt fjärde studioalbum My Love Is Your Love som sålde över 10 miljoner kopior. Efter att ha förnyat sitt skivbolagskontrakt släpptes hennes femte studioalbum, Just Whitney, år 2002. Skivan certifierades återigen platina i USA men märkte en kommersiell nedgång på nästan alla andra internationella territorier.
År 1998 kom Houstons nästa album My Love Is Your Love som återigen gav henne singelframgångar med When You Believe, Heartbreak Hotel, It's Not Right But It's OK, I Learned From the Best och My Love Is Your Love.
Under 1999 sjöng hon för första gången live med Mariah Carey vid Oscarsgalan. De framförde där titelspåret When you believe från filmen Prinsen av Egypten.

### 2000-talet

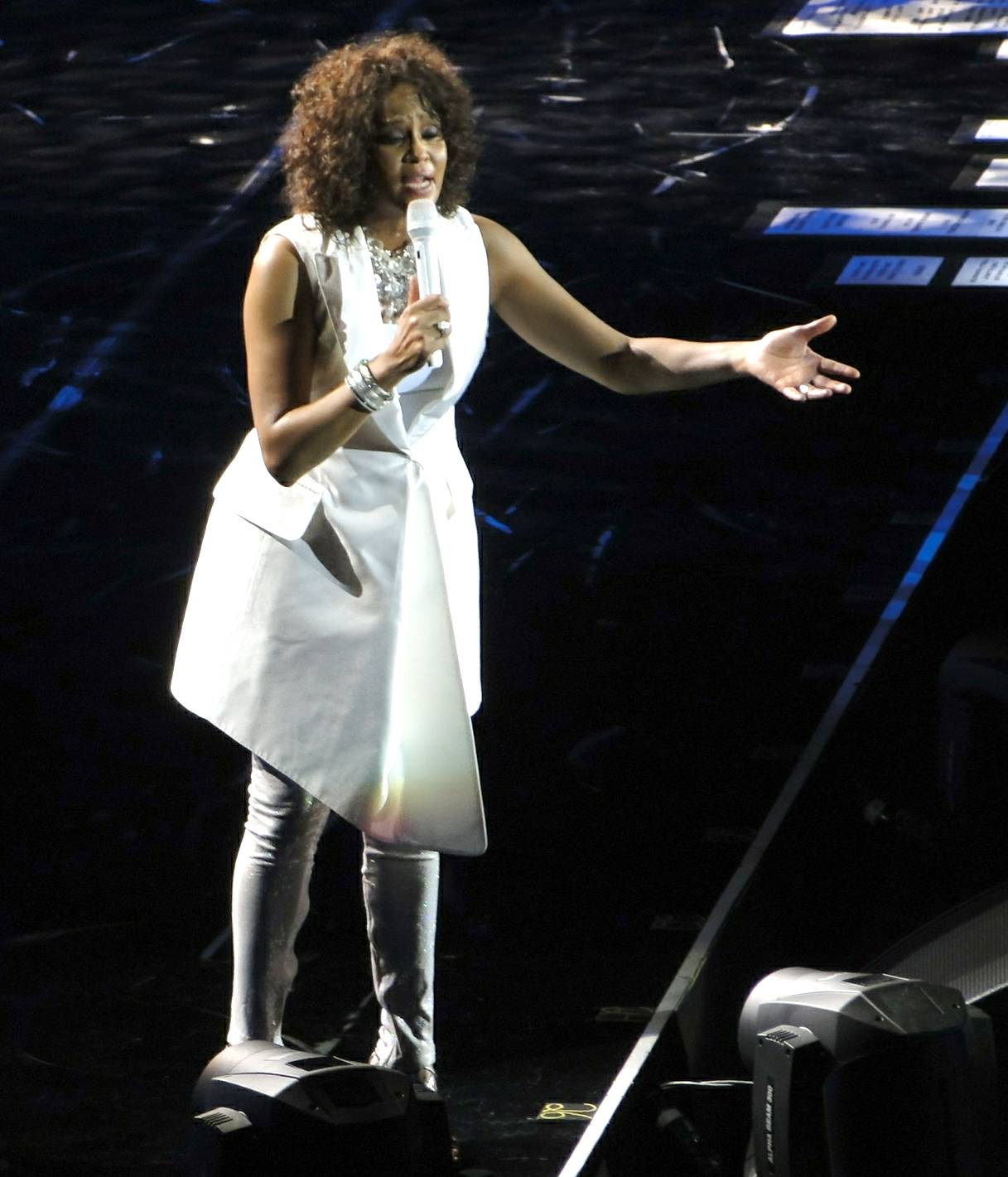
Whitney Houston i O2-arenan i London 2010.

År 2000 släpptes The Greatest Hits som innehöll äldre hits men även nytt material i form av singeln Could I Have This Kiss Forever i duett med Enrique Iglesias. Även George Michael spelade in en singel med henne, If I told you that. Båda singlarna blev populära och albumet sålde också bra.
Under början av 2000-talet förekom det uppgifter om att äktenskapet med Bobby Brown var mycket stormigt med misshandel och missbruk av droger. Houston hade också gått ned i vikt och hon ställde in flera framträdanden eller, som i fallet med Oscarsgalan år 2000, där hon enligt uppgift sjöng felaktiga sångtexter till orkesterns musik under repetitionerna, och sedan inte fick uppträda. Media som tidigare varit relativt städad i sin rapportering om Houstons privatliv började nu utnyttja hennes felsteg och under hösten 2001 var karusellen igång. I september det året framträdde hon på en hyllningskonsert dedicerad till Michael Jackson, men rubrikerna dagen efter handlade mest om hur sjukligt tärd Whitney såg ut. Naturligtvis fick medias rapportering följder, i Houstons fall negativa.
Houstons följande album Just Whitney, som släpptes år 2002, sålde sämre än tidigare album med endast tre miljoner exemplar och julskivan One Wish: The Holiday Album, som släpptes i oktober 2003 sålde bara en halv miljon exemplar.
I en TV-intervju 2002 bekräftade hon att hon använt kokain och marijuana men att hon slutat. Samma år uppstod även problem, då ledningen för det av fadern startade bolaget John Houston Enterprise stämde sångerskan och krävde mångmiljonbelopp, som hon påstods ha underlåtit att betala bolaget för förhandlingsarbete med Arista Records. Den drygt 80-årige fadern dog i februari 2003 och målet ogillades samma vår av domstolen. Händelserna fick mycket uppmärksamhet och skapade stor sorg inom familjen. Sin Bibel-tillit höll hon fast vid och våren 2003 reste hon med familj och sällskap på en pilgrimsresa till Israel. Under 2004 och 2005 gick Houston enligt uppgift på behandling för drogavvänjning.
År 2006 begärde Houston skilsmässa från sin make Bobby Brown, efter år av rapporterad misshandel och drogmissbruk. Hon hade då även tidigare införskaffat ett hus i Atlanta i Georgia, där hon i perioder dragit sig undan i försök till separation. Hon avslutade även en omfattande rehabilitering och poserar på bilder med sin forna modellfysik så gott som oförändrad.
I november 2007 avslöjade Houston sina comebackplaner för världen under en välgörenhetsgala. Flera amerikanska medier kallade det "vad som kan bli den största comebacken någonsin". I januari 2009 släpptes soundtracket till filmen Daddy's Little Girls, där Houston med familj finns på ett spår med låten Family First.
Under juni 2009 offentliggjordes titeln på Whitney Houstons comebackalbum, I Look to You. Albumet släpptes den 28 augusti 2009 (och under Pridefestivalen i Kalifornien 2009 spelades en remix av Peter Rauhofer: I Didn't Know My Own Strength). I sin första intervju på sju år berättade Houston öppet om sitt liv och problem i en lång TV-intervju med Oprah Winfrey samma år.
Den 14 juli 2009 höll Whitney Houston en lyssningsession i London, där flera låtar från albumet spelades upp för musikjournalister och annat pressfolk. Materialet väckte odelat positiva reaktioner och bland låtarna som avslöjades fanns, förutom de som tidigare läckt ut, även Alicia Keys-skrivna "Million Dollar Bill", den förväntade första singeln, Calling you tonight, For the lovers och covern A song for you. 2010 ägde hennes sista turné rum, The Nothing but Love World Tour, men upplevdes på många håll som en besvikelse av förväntansfulla fans efter många års bortavaro.

## Turnéer
Under sina år som professionell sångare har Houston genomfört en mängd turnéer. De mest omfattande var The Moment of Thruth World Tour 1987–1988, då hon bland annat besökte Göteborg och Stockholm, vilket hon även gjorde under de två nästkommande världsturnéerna: The Bodyguard tour, som rullade runt under 1993–1994 och My Love Is Your Love Tour år 1999. Utöver dessa tre världsturnéer har hon gjort några mindre i Asien, Ryssland och USA. Hennes bror Michael har ofta körat i orkestern som har haft ungefär samma besättning under årens lopp.
2010 gjorde hon efter många års bortavaro och bekymmer sin sista internationella turné, The Nothing but Love World Tour, men möttes på många platser av dåliga recensioner och besviken publik, som i vissa fall i protest lämnade pågående konsert. Hon sades ha gått upp i vikt och inte längre hade sin berömda röst intakt efter alla år av droganvändning och det hela blev en ofta svår prövning för Whitney Houston, som efter det aldrig kom att ge några större konserter mer.

## Dödsfall
Houston påträffades den 11 februari 2012 död på sitt hotellrum på Beverly Hilton Hotel i Beverly Hills, några timmar före den årliga fest som hålls före Grammy Awards. Det fanns i ett inledande skede inga tecken på att något brott skulle ligga bakom hennes plötsliga bortgång. Obduktionen visade senare att hon hade drunknat men att ett hjärtfel och långvarigt kokainmissbruk var bidragande faktorer till hennes död.
Hennes dotter, Bobbi Kristina Brown, kämpade även hon med drogproblem och hittades på liknande sätt livlös i ett badkar i januari 2015 och dog 26 juli samma år efter att ha legat i koma sedan januari.

## Diskografi
| Studioalbum - 1985 – Whitney Houston - 1987 – Whitney - 1990 – I'm Your Baby Tonight - 1998 – My Love Is Your Love - 2002 – Just Whitney - 2009 – I Look to You | Övriga album - 2000 – Whitney: The Greatest Hits (samlingsalbum) - 2001 – Love, Whitney (samlingsalbum) - 2003 – One Wish: The Holiday Album (julalbum) - 2007 – The Ultimate Collection (samlingsalbum) - 2012 – I Will Always Love You: The Best of Whitney Houston (samlingsalbum) |

## Filmografi
- 1984 –  Gimme a Break! (TV-serie)
- 1992 - Bodyguard
- 1995 - Hålla andan
- 1996 - The Preacher's Wife
- 1997 - Askungen
- 2012 - Sparkle

## Trackslistan
Whitney Houston på svenska Trackslistan 1986-2009
| Låt                                        | Datum             | Högsta | Placeringar                              |
| ------------------------------------------ | ----------------- | ------ | ---------------------------------------- |
| How Will I Know                            | 8 mars 1986       | 4      | 6, 4, 4, 9                               |
| Greatest Love of All                       | 3 maj 1986        | 4      | 5, 4, 5, 7, 15                           |
| I Wanna Dance with Somebody (Who Loves Me) | 16 maj 1987       | 2      | 2, 2, 2, 3, 3                            |
| Didn't We Almost Have It All               | 5 september 1987  | 9      | 9, 13                                    |
| So Emotional                               | 15 november 1987  | 12     | 19, 12, 18                               |
| Where Do Broken Hearts Go                  | 19 mars 1988      | 14     | 19, 14, 15                               |
| One Moment In Time                         | 1 oktober 1988    | 4      | 8, 4, 6, 7, 20                           |
| I'm Your Baby Tonight                      | 27 oktober 1989   | 5      | 9, 5, 8, 12                              |
| All the Man That I Need                    | 19 januari 1991   | 10     | 11, 10, 13                               |
| I Will Always Love You                     | 28 november 1992  | 1      | 11, 2, 1, 1, 1, 1, 1, 1, 2, 3, 5, 11, 13 |
| I'm Every Woman                            | 6 mars 1993       | 13     | 13, 14                                   |
| I Have Nothing                             | 1 maj 1993        | 3      | 8, 3, 6, 15                              |
| Exhale (Shoop Shoop)                       | 18 november 1995  | 15     | 17, 15, 16                               |
| Step By Step                               | 25 januari 1997   | 19     | 20, 19                                   |
| When You Believe (With Mariah Carey)       | 5 december 1998   | 4      | 20, 7, 4, 7, 6, 9, 14, 18                |
| It's Not Right But It's OK                 | 13 mars 1999      | 19     | 19                                       |
| My Love Is Your Love                       | 12 juni 1999      | 11     | 11, 16                                   |
| I Learned From the Best                    | 11 december 1999  | 10     | 19, 10, 15                               |
| If I Told You That                         | 10 juni 2000      | 19     | 19                                       |
| Could I Have This Kiss Forever             | 16 september 2000 | 14     | 14, 15                                   |
| Million Dollar Bill                        | 26 september 2009 | 20     | 20, 20                                   |